# Redjuice
Redjuice, pseudonimo di Tomoyuki  Yamasaki (山崎智之?, Yamasaki Tomoyuki; Shibuya, 16 maggio 1976), è un illustratore, character designer e musicista giapponese.
È uno degli 11 membri della nota band musicale J-Pop Supercell. Nel 2011 esordisce nell'animazione nipponica come illustratore e character designer della serie tv anime Guilty Crown, per poi lavorare tra il 2015 e il 2017 alla complessiva concept art dell'intero trittico di film d'animazione basato sulla trilogia  di romanzi di fantascienza scritti da Project Itoh: L'impero dei cadaveri, Harmony e L'organo genocida.